# Томська губернія
Томська губе́рнія — адміністративна одиниця колишньої Російської імперії у Сибіру в 1804—1925, утворена з Тобольської губернії.

## Адміністративний поділ
На 1897 складалася із 7 повітів
- Барнаульський повіт
- Бійський повіт
- Змєїногорський повіт
- Каінський повіт
- Кузнецький повіт
- Маріїнський повіт
- Томський повіт

У 1917 з південної частини Томської губернії було утворено Алтайську губернію.
У 1925 губернію скасовано.